# Stichting Interlandelijk Geadopteerden
Het Stichting Interlandelijk Geadopteerden (SIG) is een Nederlandse stichting die is ontstaan door gezamenlijke belangen behartiging van vijf verenigingen van jong en volwassen geadopteerden:
- Arierang (Zuid-Korea)
- Asalsaya (Indonesië)
- Chicolad (Colombia)
- Peruacha (Peru)
- Shapla (Bangladesh)

SIG stelt zich ten doel om de gezamenlijke standpunten van de aangesloten verenigingen te verwoorden en invloed uit te oefenen op adoptiegerelateerde beleidsvorming. De stichting vormt een aanspreekpunt voor de politiek en het adoptiewerkveld namens zowel de jong als volwassen geadopteerden. 
SIG werpt zich met name op als belangenvertegenwoordiger van de volwassen geworden geadopteerden en richt zich daarbij op het geven van informatie aan geadopteerden. 